# 事务官
事务官为文官公务员系统成员。相对于政治系统中的政务官，事务官在政治上必须保持中立，任期不由选举和党派转换所影响。
另一種定義的事務官不是以產生方式、而是以權責區分，指在政府中負責實際執行事務的官員；相對而言，政務官是指領導並作出決策的官員。
較具典型的例子是，英國的文官在兩种意義上都是“事務官”，而選舉產生的議會、内閣官員，以及此類官員任命的幕僚等，則不是事務官，而是政務官。皇家任命的内務官員職位和世襲的官職也不是事務官職。
而各國的事務官在國家或地方層級都有不同的分配。。但 2016 年起，中国大陸开始尝试公务员职务与职级并行制度，使职级与待遇挂钩，并在 2018 年公务员法修改中得以确认。

## 臺灣事務官
以中華民國（台灣）為例
事務官通常指永業性公務員或稱常任文官，依《公務人員任用法》任用之公務人員均屬之，人事制度採簡薦委制，官等分為簡任、薦任、委任，職等最高為第十四職等，最基層為第一職等。
其中第一至第五職等為委任官、第六至第九職等為薦任官、第十至第十四職等為簡任官。
職務與官職等舉例：
| 內政部 常務次長                   | 簡任第十四職等                   |
| 內政部移民署 署長                 | 簡任第十三職等                   |
| 內政部 主任秘書／司長／技監／參事 | 簡任第十二職等                   |
| 內政部 副司長                     | 簡任第十一職等                   |
| 內政部 專門委員                   | 簡任第十至第十一職等             |
| 內政部 科長                       | 薦任第九職等                     |
| 內政部 秘書／技正／視察           | 薦任第八至第九職等               |
| 內政部 專員                       | 薦任第七至第九職等               |
| 內政部 科員／技士                 | 委任第五職等或薦任第六至第七職等 |
| 內政部 辦事員                     | 委任第三至第五職等               |
| 內政部 書記                       | 委任第一至第三職等               |

常任公務員—須經國家考試及格
| 學歷或資格                                           | 得應考試                           | 及格者取得任用資格 |
| ---------------------------------------------------- | ---------------------------------- | ------------------ |
| 博士學位                                             | 高等考試一級考試或特種考試一等考試 | 薦任第九職等       |
| 碩士以上學位                                         | 高等考試二級考試或特種考試二等考試 | 薦任第七職等       |
| 大學、獨立學院以上畢業學歷或普通考試及格滿三年者     | 高等考試三級考試或特種考試三等考試 | 薦任第六職等       |
| 高中、高職（專科）以上學校畢業或初等考試及格滿三年者 | 普通考試或特種考試四等考試         | 委任第三職等       |
| 國民年滿十八歲者                                     | 初等考試或特種考試五等考試         | 委任第一職等       |

## 不具備事務官
一些國家不區分事務官和政務官，例如中華人民共和國公務員隊伍囊括所有公職人員，不論如何產生或是否擔當政治或重要決策職務。